# Partido judicial de Roquetas de Mar
El partido judicial de Roquetas de Mar es el partido judicial n.º 5 de la provincia de Almería y uno de los ocho partidos en los que se divide la provincia de Almería, en España.

## Ámbito geográfico
Municipio:
- Roquetas de Mar